# Dornkirschen
Die Dornkirschen (Prinsepia) sind eine Gattung aus etwa fünf Arten aus der Familie der Rosengewächse (Rosaceae), die als sommergrüne Sträucher wachsen. Das natürliche Verbreitungsgebiet der Gattung liegt in Ostasien. Die Arten werden selten von Liebhabern als Ziersträucher verwendet.

## Beschreibung

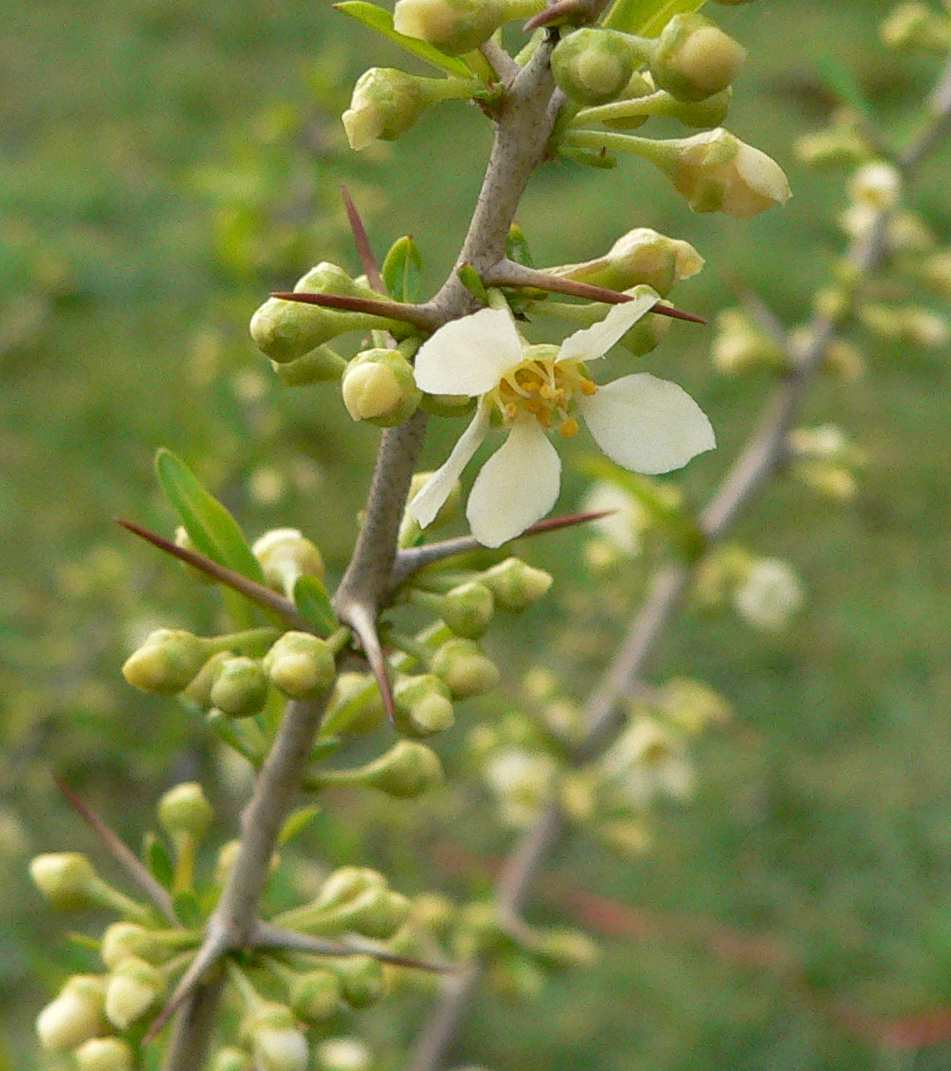
Dorniger Zweig mit Blüten der Chinesischen Dornkirsche (Prinsepia uniflora)

Die Arten der Gattung Prinsepia wachsen als sommergrüne, aufrechte oder kletternde, sparrige und früh austreibende Sträucher mit blattachselständigen Dornen. Die Zweige sind dünn und haben ein gekammertes Mark. Die Knospen sind klein und mit wenigen, behaarten Schuppen bedeckt. Die Laubblätter sind wechselständig angeordnet oder stehen manchmal in Büscheln an Kurztrieben. Die Nebenblätter sind klein, lanzettlich und fallen früh ab. Der Blattstiel ist kurz und manchmal mit Saftdrüsen versehen. Die Blattspreite ist einfach, kahl, ganzrandig oder hat einen gesägten Blattrand.
Die zwittrigen Blüten stehen einzeln oder in traubigen Blütenständen, die einzeln oder in Büscheln in Blattachseln von einjährigen Zweigen wachsen. Der Blütenstiel fehlt.
Der Blütenbecher hat einen ringförmigen Diskus. Die fünf Kronblätter sind weiß, cremefarben oder gelb, rundlich mit genagelter Basis. Die zehn oder mehr Staubblätter sind in zwei oder mehr Quirlen angeordnet. Die Staubfäden sind kurz. Der Fruchtknoten ist oberständig, kahl und einfächrig. Die beiden Samenanlagen sind hängend und zueinander parallel angeordnet. Der Griffel steht nahe der Basis des Fruchtknotens, die Narbe ist kopfförmig. Als Früchte werden 1 bis 1,5 Zentimeter lange, rote oft mehr oder weniger bereifte Steinfrüchte gebildet. Das Mesokarp ist fleischig, der Steinkern ledrig, glatt oder etwas gefurcht und schief-eiförmig.

## Verbreitung
Das Verbreitungsgebiet der Arten befindet sich in Ostasien und reicht von der Mandschurei bis zum Himalaya.

## Systematik und Forschungsgeschichte

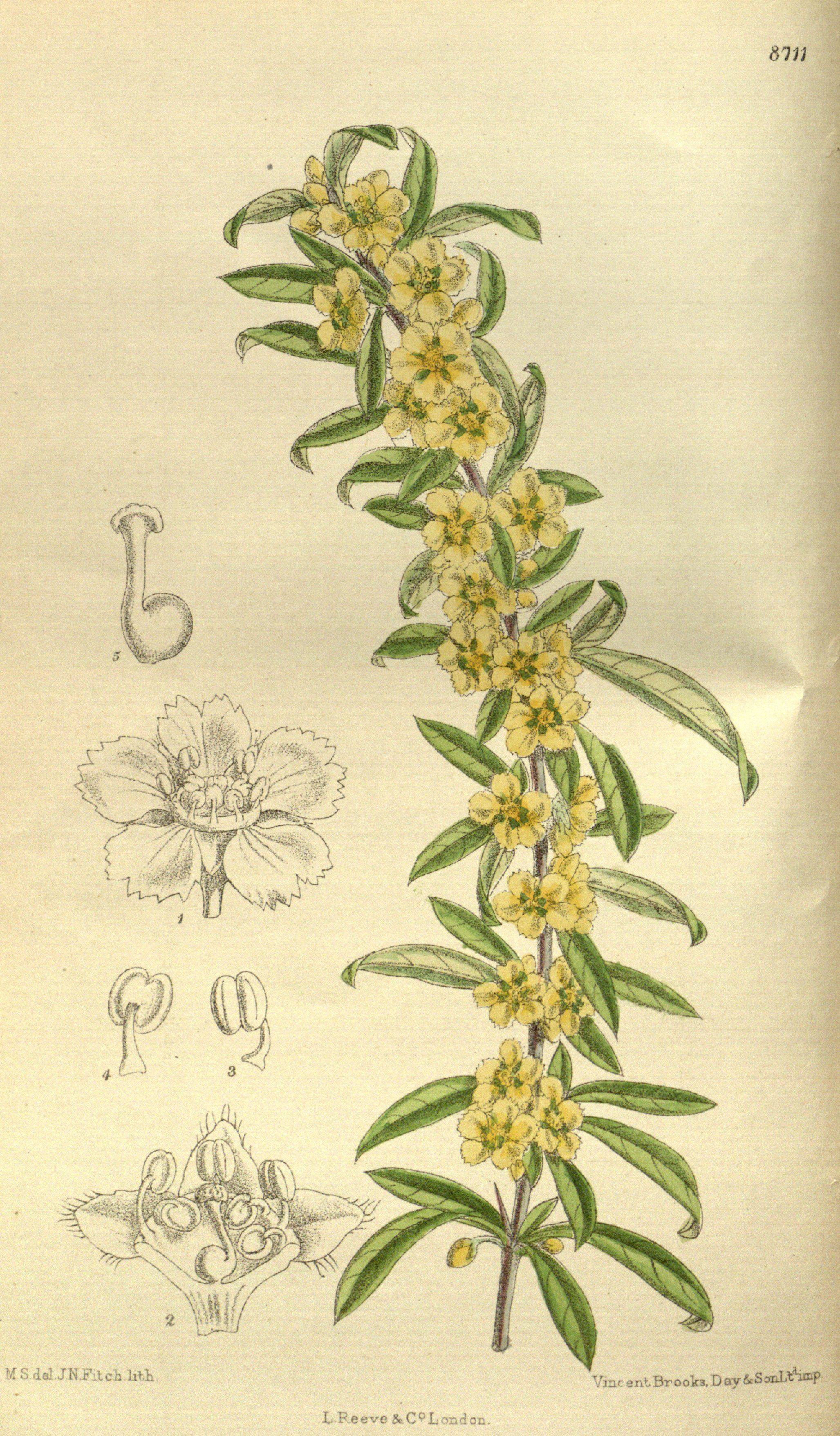
Illustration der Mandschurischen Dornkirsche (Prinsepia sinensis)

Die Dornkirschen (Prinsepia) sind eine Gattung in der Familie der Rosengewächse (Rosaceae). Dort werden sie in der Unterfamilie Spiraeoideae der Tribus Osmaronieae zugeordnet. Die Gattung wurde von John Forbes Royle 1835 erstbeschrieben. Der von ihm gewählte Gattungsname Prinsepia erinnert an den englischen Archäologen und Kolonialverwalter James Prinsep (1799–1840), der als erster Europäer die Gebote des altindischen Königs Ashoka entzifferte. Synonyme sind  Plagiospermum Oliv. und Sinoplagiospermum Rauschert.
Laut Flora of China werden etwa fünf Arten unterschieden, dort und in der Plant List werden folgende vier Arten angegeben:
- Prinsepia scandens Hayata: Taiwan.[9]
- Mandschurische Dornkirsche[10] (Prinsepia sinensis (Oliv.) Oliv. ex Bean): Korea, Innere Mongolei, Mandschurei, Region Primorje.[9]
- Chinesische Dornkirsche[10] (Prinsepia uniflora Batalin): Zentrales China.[9]
- Prinsepia utilis Royle: Nördliches Indien und Himalaja bis südlich-zentrales China.[9]

## Verwendung
Die Arten werden nur als Liebhabersträucher ohne großen Zierwert verwendet.

## Nachweise